# Limita superioară a pădurii

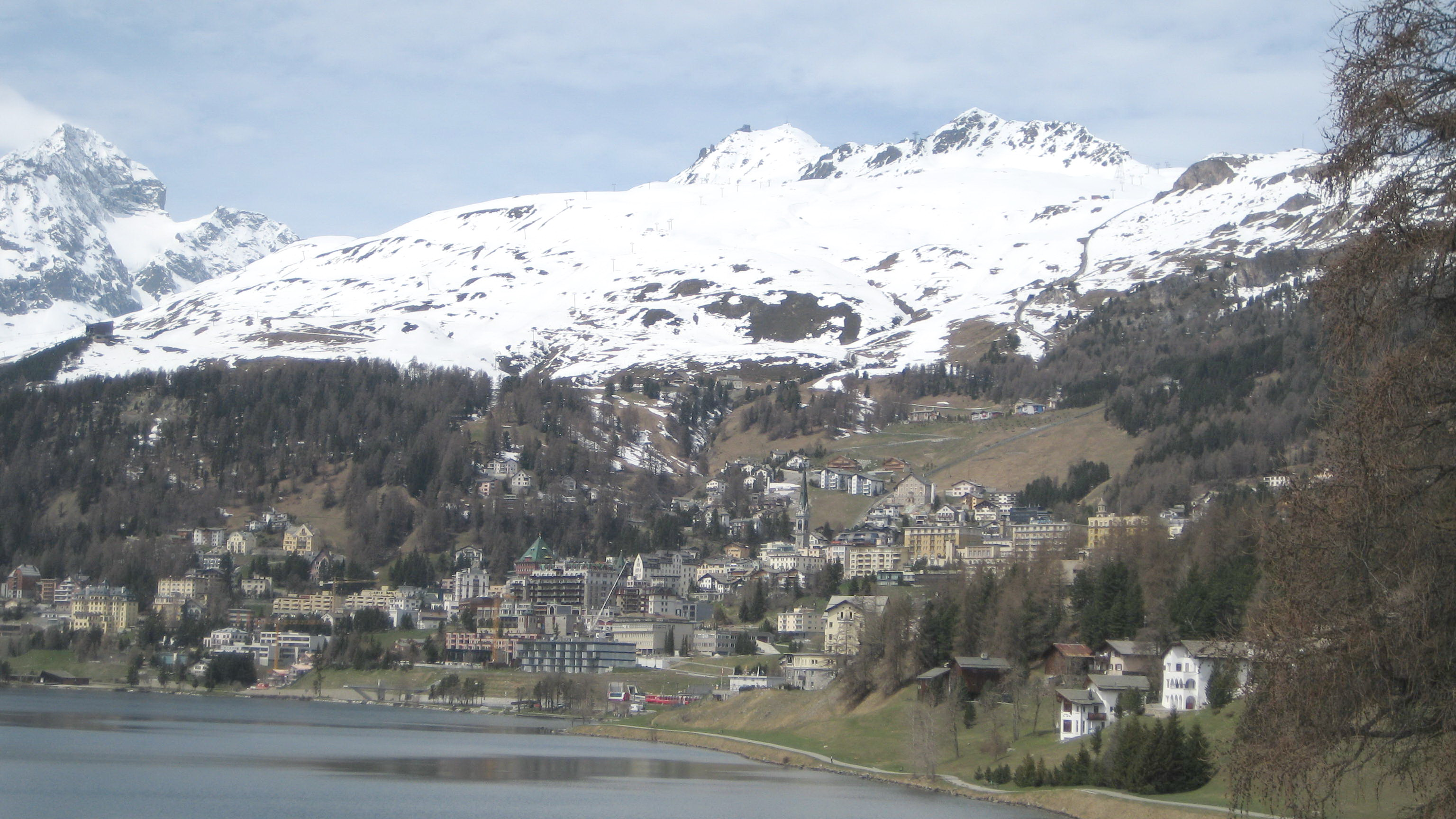
Linia copacilor deasupra localității Saint Moritz, Elveția în mai 2009.

Limita superioară a pădurii sau limita superioară a arborilor, limita superioară a vegetației lemnoase este altitudinea până la care se întâlnește vegetația lemnoasă în munții înalți. Linia arborilor sau linia copacilor este limita maximă a habitatului, măsurată, de obicei, printr-o curbă asemăntoare unei curbe de nivel, la o anumită altitudine medie, până la care arborii sau copacii sunt capabili de a crește. Linia copacilor se găsește la altitudini ridicate și în medii frigide. Mai sus de linia arborilor, copacii nu mai pot tolera condițiile mediului ambiant, de obicei temperaturile negative (lipsa biotemperaturii) și lipsa de precipitații sub formă lichidă.:51
Conceptul de linia copacilor nu trebuie confundat cu linia pădurii sau linia lemnului, care este linia până la care copacii sau arborii unei păduri pot forma o pădure cu coroane compacte. :151:18
la limita liniei copacilor, creșterea copacilor este adesea neregulată și dispersată, ultimii copaci ai zonei de tranziție formând tufișuri dense, sau arbori izolați cu forme contorsionate, cunoscute în germană sub numele de en  krummholz (aproximativ, "lemn degenerat").:58
Linia arborilor, ca orice linie naturală de tranziție, precum este limita dintre uscat și un lac, apare a fi clar definită, de la o anumită distanță , dar care, la o investigare atentă, se dovedește a fi, îndeaproape privită, ca fiind o zonă de trecere graduală, de cele mai multe ori. Arborii devin din ce în ce mai scunzi, înspre partea neospitalieră a climatului, după care, încetează a mai crește, pur și simplu.:55
Linia arborilor este strâns legată de alte concepte, biomuri, structuri și regiuni naturale, așa cum sunt krummholz, tundra alpină, linia zăpezii, linia permanentă a gheții și zăpezii, ghețari, zone de acumulare și pierdere ale precipitațiilor solide, șamd.  

## Diferite tipuri de linii ale arborilor
Există mai multe tipuri de linii ale arborilor, menționate în ecologie, geologie și silvicultură, printre care se pot menționa linia alpină, linia aridă, linia deșertului, dubla linie și așa mai departe.

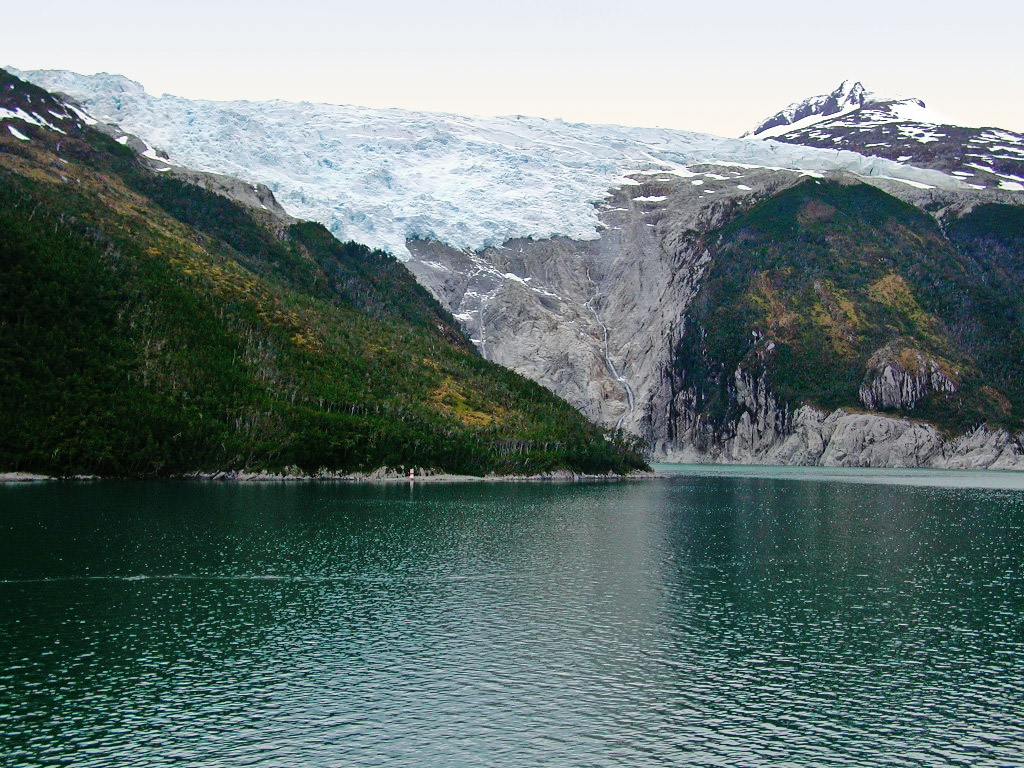
Linia coniferelor, la circa 55 grade latitudine sudică, în canalul Beagle, foarte aproape de linia de nord a ghețarilor.

### Linia alpină a arborilor
O linie alpină a arborilor este cea mai înaltă altitudine care permite viața arborilor; mai sus de aceasta este prea rece pentru a susține viața copacilor.:151 Climatul deasupra liniei alpine a arborilor se numește climat alpin:21, iar forma de ecosistem este tundra alpină,  În emisfera nordică, liniile arborilor de pe fețele nordice ale munților sunt la altitudine mai joasă decât linia arborilor de pe fețele estice, sudice sau vestice, întrucât existența continuă a umbrei de pe această față face ca zăpada să se topească mai încet și biotemperatura se atinge la altitudini mai joase.:109 În emisfera sudică este invers, fețele sudice sunt mai reci, iar cele nordice sunt mai expuse la soare, deci cu o linie a arborilor aflată la altitudine mai mare.
Linia alpină a arborilor este, în anumite cazuri, oarecumva abruptă, deși - de cele mai multe ori formează o zonă de tranziției între pădurea compactă de mai jos și zona de tundră alpină complet lipsită de arăbori. Această zonă de tranziției apare „în apropierea vârfurilor celor mai înalte piscuri din Statele Unite, foarte sus pe pantele vulcanilor gigantici din Mexic și pe toți munți din cele 11 state vestice [ale Statelor Unite], dar peste tot în Canada și Alaska”. Formațiunile contorsinate de frig și de vânturi, cunoscute ca tușuri pitice, sub numele de krummholz, apar adesea deasupra limitei superioare.

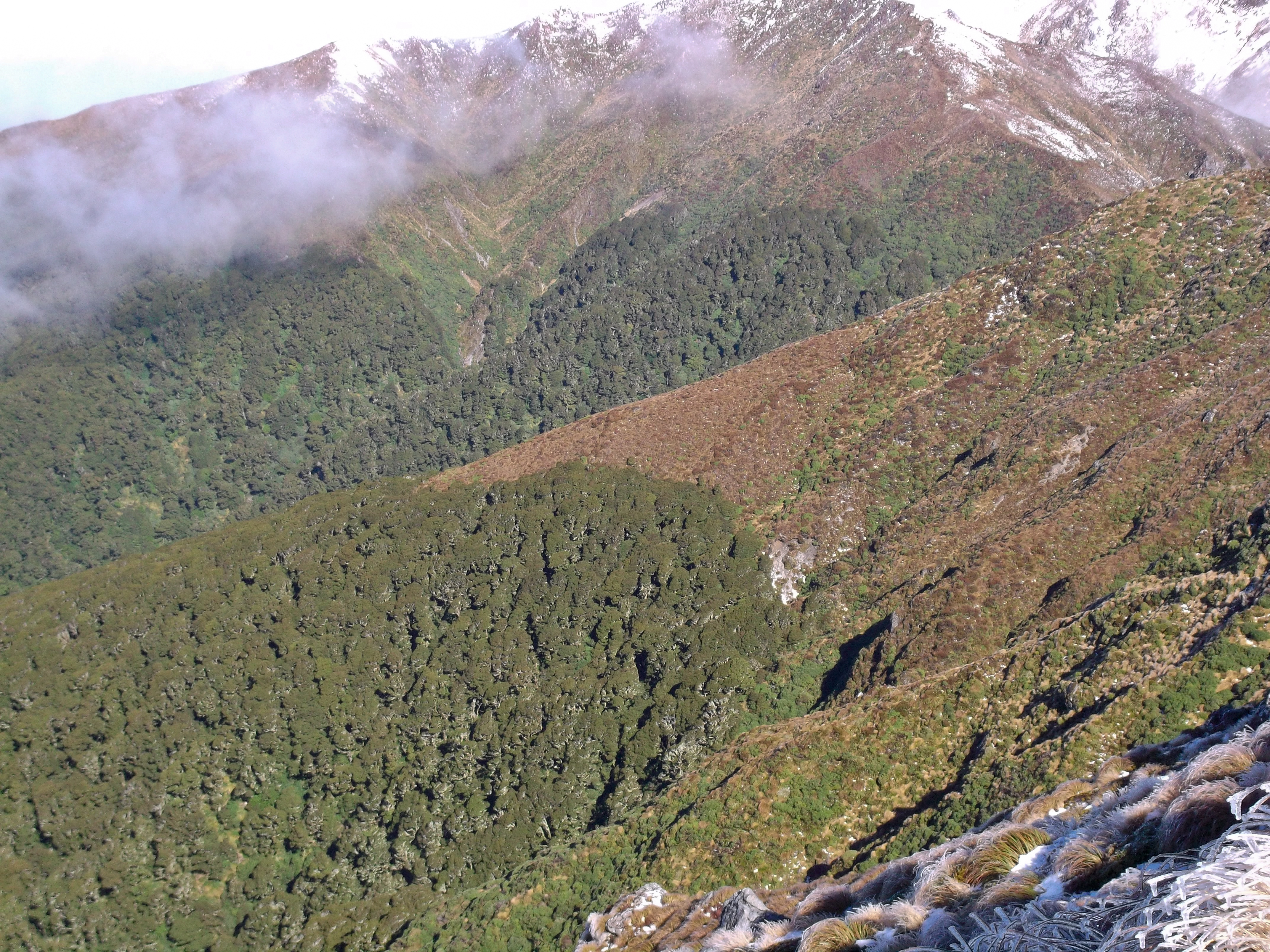
Linie alpină a arborilor în Lanțul Tararua al Insulei de Nord a Noii Zeelande.

### Linia deșertică a arborilor
În deșert, linia alpină deșertică marcheză locurile cele mai uscate unde arborii încă mai pot crește, întrucât zonele deșertice sau semideșertice au, cel mai adesea, din cauza climatului arid sau semiarid, insuficiente precipitații pentru a putea susține creșterea arborilor. Spre exemplu, în zonele de deșert din sud-vestul Statelor Unite și nordul și nord-vestul Mexicului, dintre care cele mai cunoscute sunt deșerturile Chihuahua, Mojave și Sonora, linia deșertică arborilor se situează în jur de 1.500 metri altitudine.
Linia arborilor de tip deșertic are tendința de a se forma la altitudini mai ridicate în cazul pantelor orientate spre poli decât cea a versanților orientați spre Ecuator. Prezența prelungită a umbrei de pe versanții nordici (în emisfera nordică) sau sudici (în emisfera sudică) menține umiditatea pe aceste pante un timp mai îndelungat, comparativ cu pantele orientate spre soare, prevenind evaporarea prea rapidă a apei, dând astfel arborilor un acces mai ridicat la apă și un sezon mai lung de creștere. 

### Linia dublă a arborilor
Întrucât diferite specii de arbori au diferite limite de toleranță la uscăciune și frig, liniile arborilor sunt diferite pentru specii diferite. Lanțurile montane izolate de deșerturi sau de întinderi mari de apă au limitate varietăți de specii de arbori cu spații libere, natural create din cauza diferențelor specifice. Astfel, aceste spații libere, unde arborii unei anumite specii nu pot crește, se pot afla deasupra sau dedesuptul linie arborilor pentru alte specii.
Spre exemplu, în cazul a mai multe lanțuri montane din Marele Bazin al Americii de Nord, există linii diferite ale arborilor pentru specii diferite. Astfel, „centura” liniei arborilor pentru specii locale de pin (numită pini Pinyon Pines) este situată la altitudine mai joasă decât arborilor dintr-o varietate de pin mai larg extinsă în arealul respectiv, numită Bristlecone Pines.:37 Între cele două linii „terminus” ale celor două specii de pin, există spații libere, zone de jnepeni și chiar zone de tundră alpină.

## Galerie de imagini

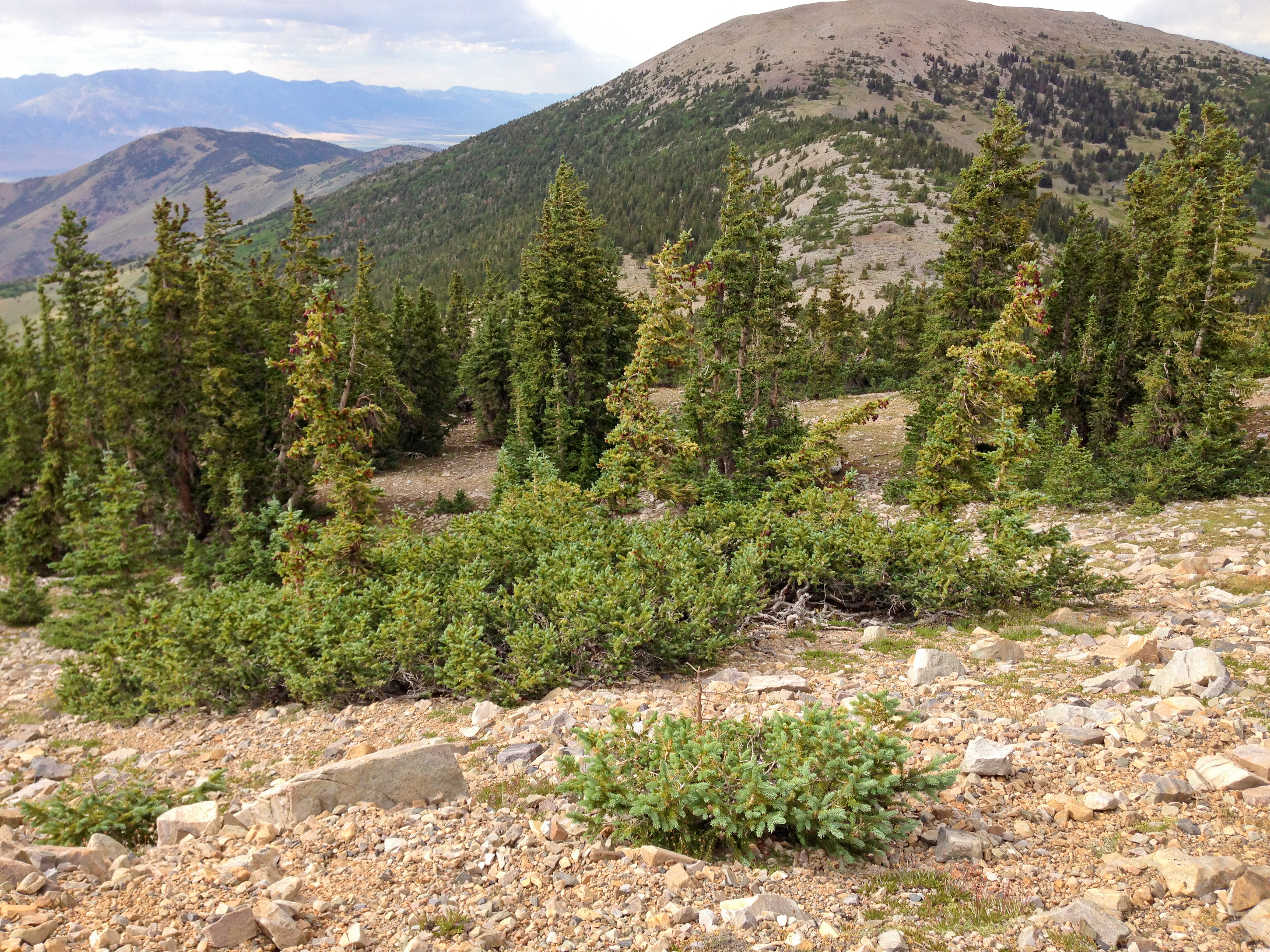
Krummholz — Linia arborilor în apropierea vârfului muntelui Wheeler Peak
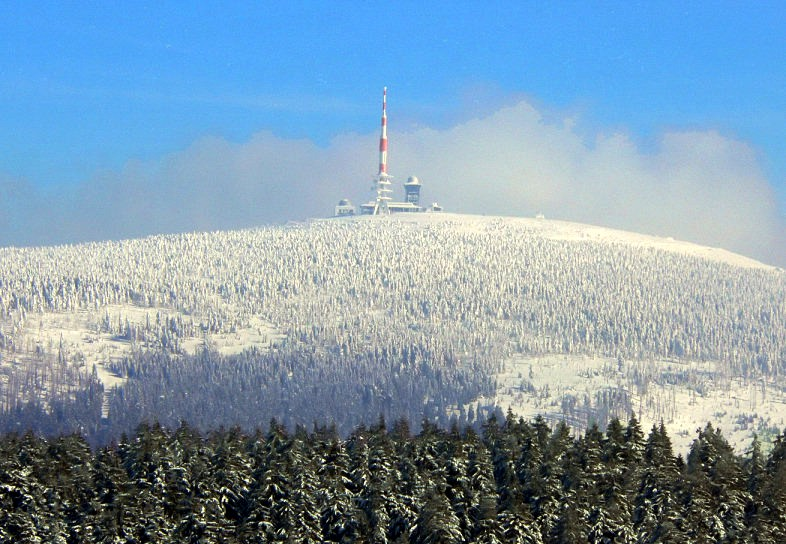
Vârful Brocken din munții Harz, la cei 1.142 de m altitudine, are o linie a arborilor aproape de vârf
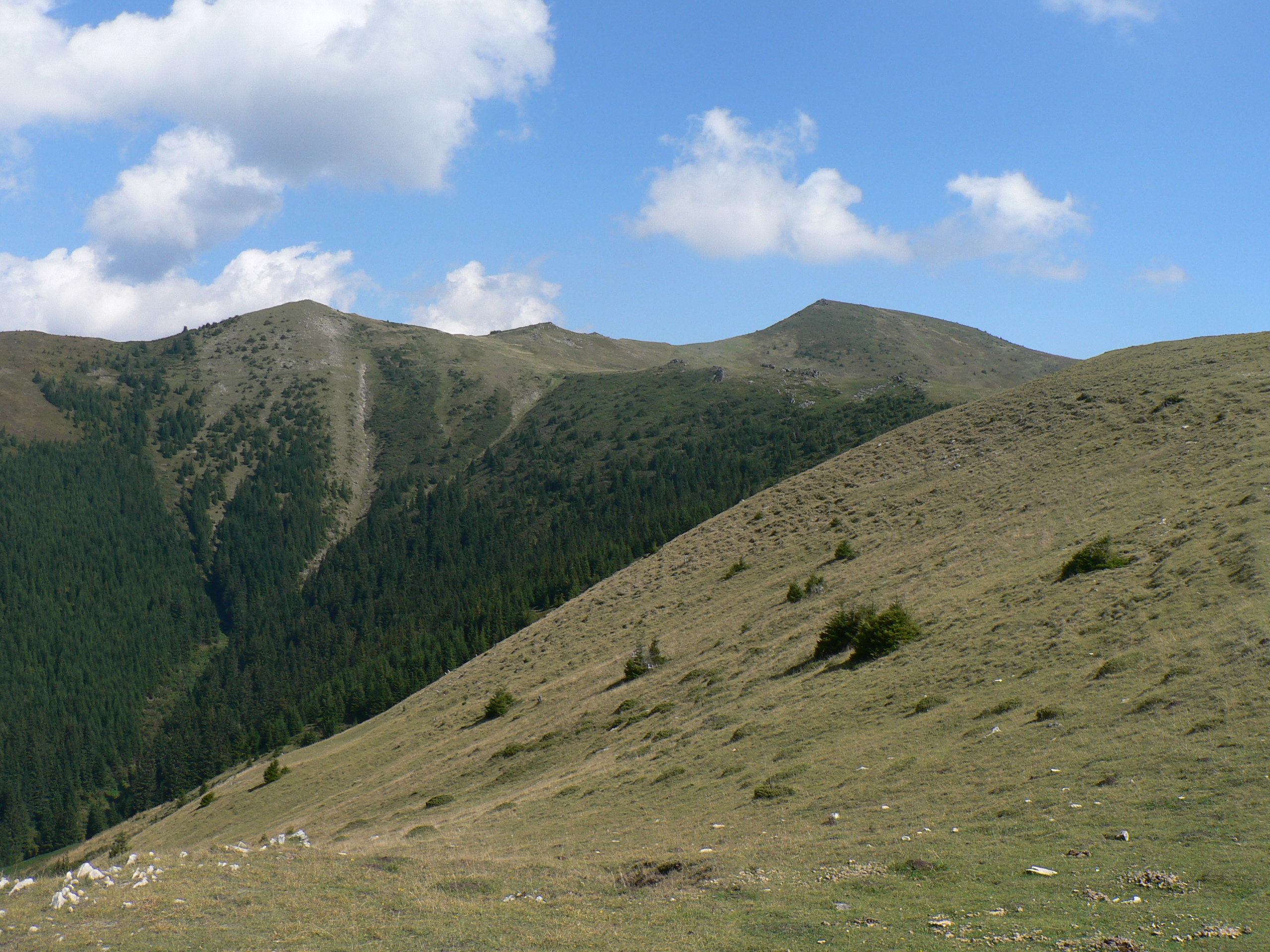
Linia arborilor în cazul unui pisc din masivul Făgăraș
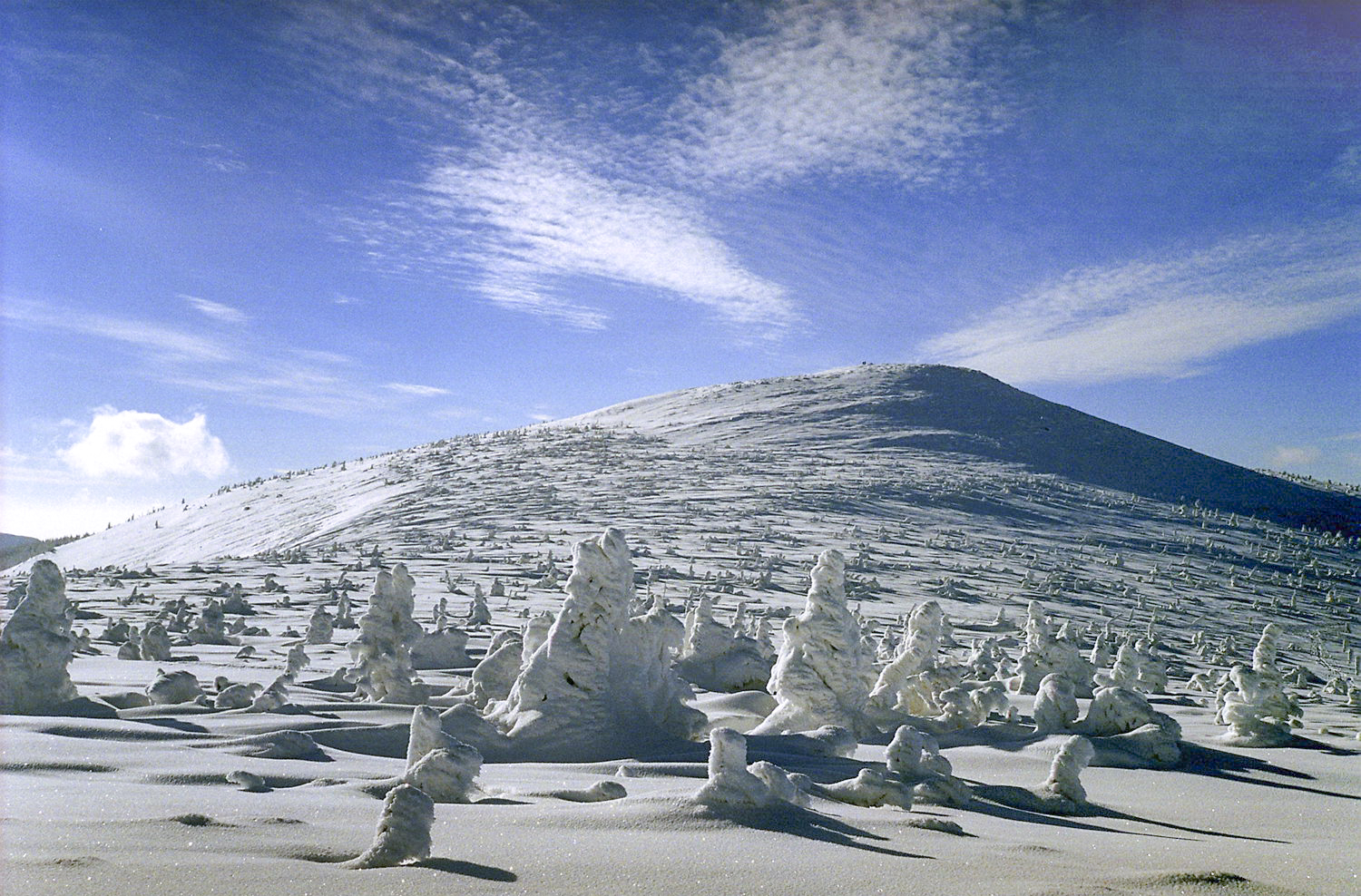
Krummholz înzăpeziți — Iarna în parcul național Karkonosze din Polonia
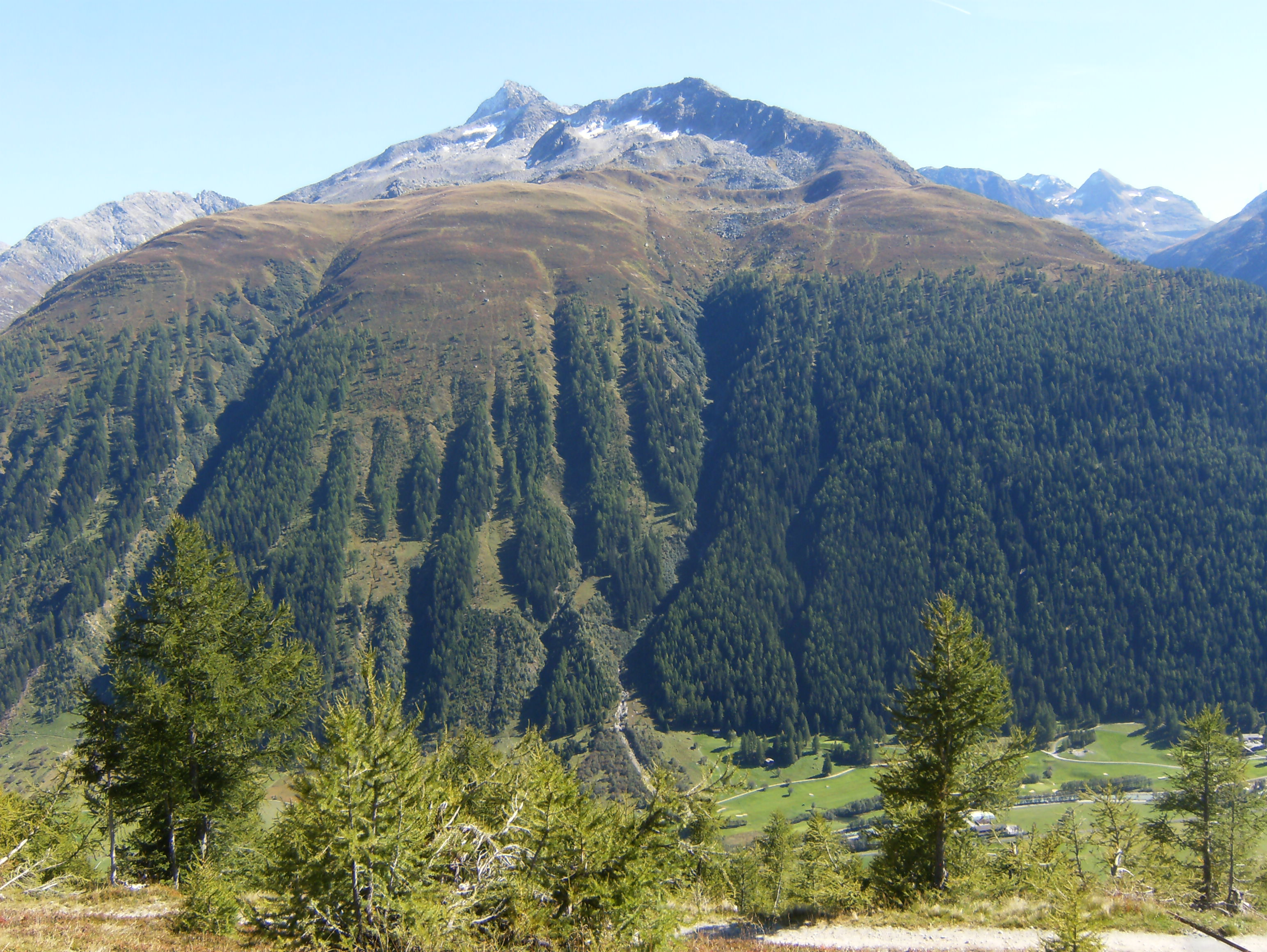
Linia copacilor (coniferelor) în Saumpfad Grimselpass - Obergesteln, Elveția

## Articole pe teme de glaciologie
- Aisberg
- Alpii înalți
- Antarctica
- Arctica
- Ablație (fenomen)
- Balanța masei unui ghețar
- Banchiză
- Calotă glaciară
- Calotă polară
- Circ glaciar
- Climatul calotelor polare
- Criosferă
- Ecoton, tranziția între două comunități ecologice
- Efectul de trecere, efectul de contrast între mediile diferite ale unui ecosistem
- Efectul Massenerhebung
- Gheață
- Ghețar
- Glaciologie
- Încălzirea globală
- Înzăpezire
- Lac glaciar
- Linia arborilor
- Linia ghețarilor
- Linia înghețului
- Linia de îngheț (astrofizică)
- Linia zăpezii
- Listă de țări în care ninge
- Listă de lacuri din România
- Morenă
- Nivologie
- Sculptura în gheață
- Spărgător de gheață
- Zăpadă
- Zonă de ablație
- Zonă de acumulare